# جون تومسون (لاعب كرة قاعدة)
جون تومسون (بالإنجليزية: John Thomson)‏ هو لاعب كرة قاعدة أمريكي، ولد في 1 أكتوبر 1973 في فيكسبيرغ في الولايات المتحدة.

## وصلات خارجية
- جون تومسون على موقعبيزبول رفرنس.كوم (الدوري الرئيسي) (الإنجليزية)